# Paintball
Paintball je sport či zábava, při které je cílem vyřadit protivníka zasažením kuličkou s barvou vystřelenou z paintballové zbraně (značkovače).

## Popis sportu

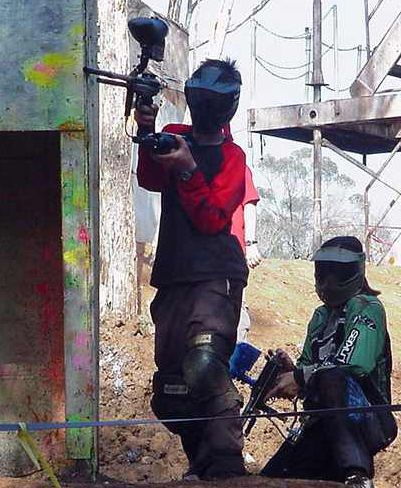
Hráči paintballu

Jedná se o bezkontaktní adrenalinový sport, při němž je k vyřazení protihráčů používáno zbraní, které střílejí želatinové kuličky ráže 0,68 palce (1,73 cm). Tyto kuličky jsou ze zbraně vypuzovány expandujícím stlačeným vzduchem nebo CO2. Kulička je tvořena pevnou skořápkou na bázi celuloidu, který se používá při výrobě potahovaných pilulek. Uvnitř obsahuje kulička netoxické vodou rozpustné barvivo rozličných barev.
Při zásahu cíle skořápka kuličky praská a okolí zásahu je potřísněné barvivem. Tímto způsobem je zasažený (označený) hráč vyřazen ze hry a odchází mimo hřiště do předem určeného prostoru.
Zbraně mohou v závislosti na typu zasahovat cíle až na 50 i 80 metrů. Standardní rychlost kuličky v momentu, kdy opouští hlaveň (úsťová rychlost), je 300 fps (stopy za sekundu). Zbraně mohou být upravovány i na rychlost vyšší. Paintball se hraje na hřištích, která se nacházejí dle typu hry ve volné přírodě (military paintball) nebo na vyhrazené ploše (sportovní paintball).
Pro srovnání:
- 300 fps odpovídá 91 m/s, tj. 324 km/h

Dle zkušeností i ze zásahu na větší vzdálenosti mohou vznikat modřiny, hráče ale většinou motivují k lepšímu sledování herní situace v příští hře a málokoho odradí.
Jedná se o kolektivní sport, kde je důležitá spolupráce jednotlivých hráčů.

## Historie
Tento sport vznikl podle jednoho příběhu mezi rančery v Austrálii, kteří při počítání velkých stád dobytka k jeho značkování používali primitivních paintballových zbraní. Časem začali střílet jeden po druhém a vznikla akční adrenalinová zábava. Druhý příběh o vzniku paintballu nachází jeho pravzor v tréninku soubojů se střelnou zbraní - krátkou předovkou, která ale střílela voskové projektily. Účastníci cvičného souboje byli tehdy oblečeni do těžkých kabátců a helmy ne nepodobné těm, které se dnes používají na dnešních paintballových hřištích. Konečně třetí příběh o vzniku paintballu hovoří o předchůdcích paintballových zbraní jako o lesnických značkovačích stromů určených k poražení.

## Bezpečnost

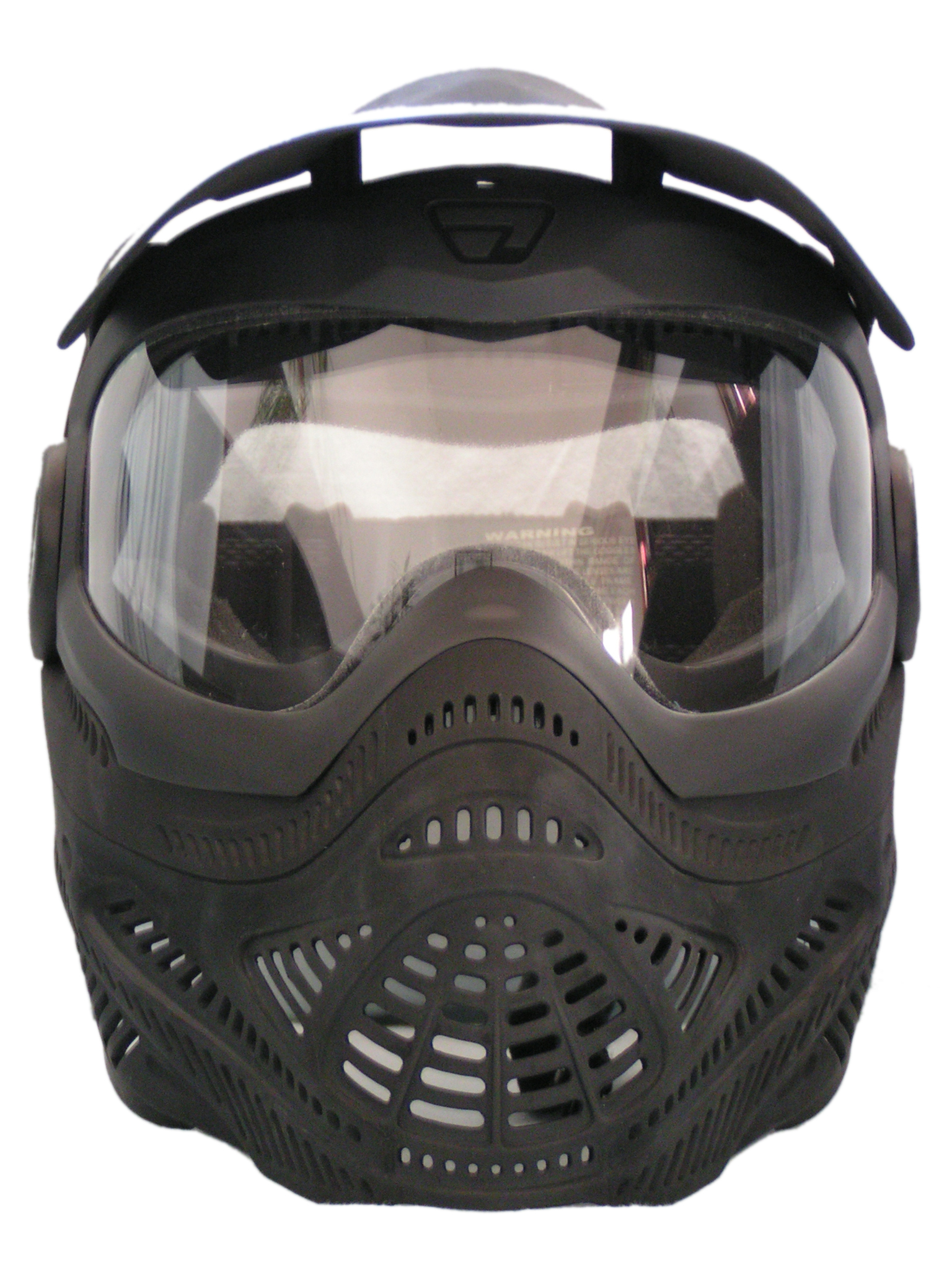
ochranná maska

Bezpečnost při paintballu je založena na důsledném dodržování limitu úsťové rychlosti a kvalitním bezpečnostním vybavení.
Povinným vybavením jsou:
- Paintballová maska - zahrnuje ochranu obličeje včetně uší, čela a částečně chrání i krk hráče. Oči jsou chráněny plexisklem, které nezapře podobnost tvarů s lyžařskými brýlemi. Sklo může být jednovrstvé, nebo dvojvrstvé (termální) sklo, které zabraňuje zamlžování. Maska je nejdůležitější ochranný prostředek, neboť hráče chrání před zraněním v obličeji, a krajním případě i před vystřelením oka.
- Ucpávka hlavně / barrel condom - ochrana určená k zastavení nechtěného výstřelu. Je představovaná buďto zátkou, která se do hlavně zastrčí, nebo lépe látkovým váčkem, který se nasune na hlaveň a zajistí se gumovým svazkem napnutým za kořen rukojeti nebo za jiný výrazný výstupek na zbrani.

Dalším nepovinným vybavením mohou být paintballové rukavice, chránič krku (u některých hráčů nahrazený šátkem) a další ochranné prvky.

## Zbraně

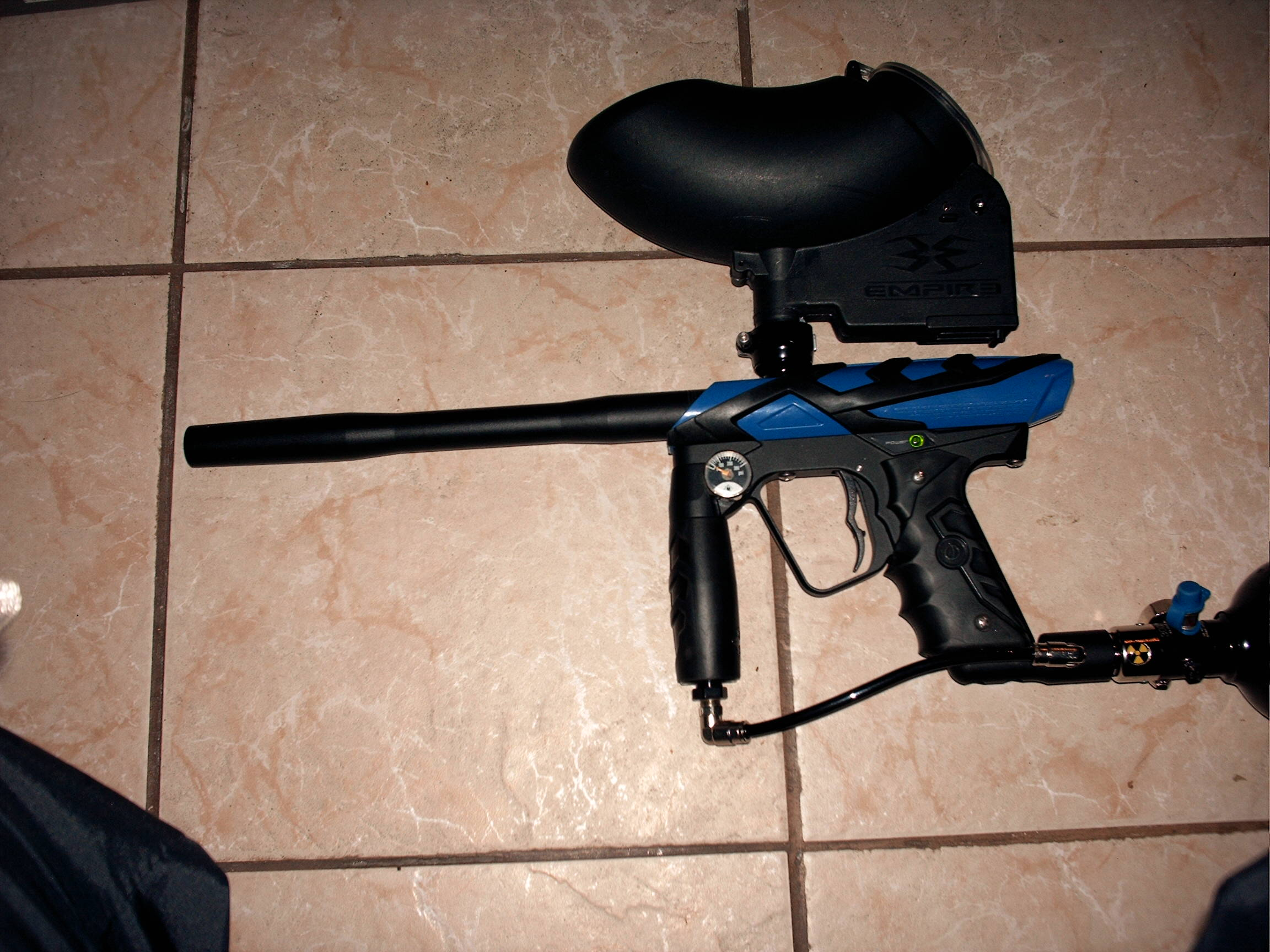
Zbraň pro sportovní paintball-kategorie electronic marker

Zbrani se v paintballu říká marker, čili značkovač. Existují značkovače v ceně mírně nad jeden tisíc korun, stejně tak se na trhu objevují kousky v relacích okolo třiceti tisíc Kč. Abychom zbraně roztřídili, budeme se řídit způsobem funkce mechanismu.
- pump-action marker: vystřelit kuličku je možno až po natažení posuvného předpažbí - podobně jako u brokovnic-pump.
- semi-auto marker: značkovače, které po prvotním natažení závěru vystřelí na každé stisknutí spouště jeden projektil-kuličku, dokud nedojde zásoba hnacího média v tlakové lahvi nebo dokud se nevyprázdní zásobník s kuličkami.
- electronic marker: značkovače, které mají oproti semi-auto značkovačům tzv. elektronickou spoušť(rukojeť). Tato jim umožňuje při zvolení modu full-auto vystřelit až přibližně 13 ran za sekundu na jedno stisknutí spouště - dokud trvá. Profesionální zbraně dosahují kadence až 25 ran za sekundu. I u těchto markerů lze zvolit mod semi-auto či vybrat z většinou rukojetí podporovaných modů 3ranných dávek, 6ranných dávek či jiných režimů.

## Základní varianty paintballu
Dnes existují dvě hlavní linie paintballu a lze je definovat podle vztahu k armádě/boji.

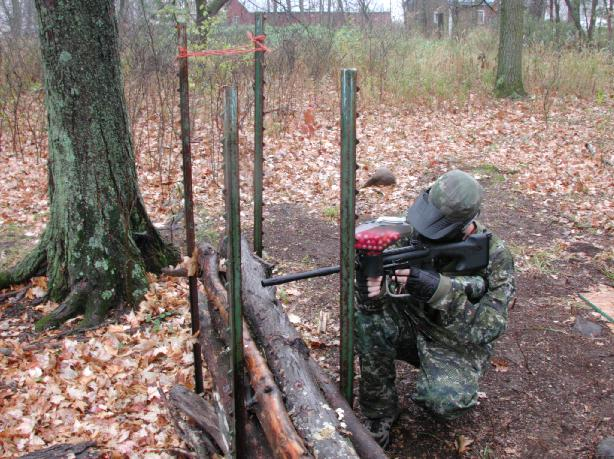
Hráč military paintballu

- Military paintball (také woodsball) - hráči sebe staví do pozice bojovníků a snaží se o co nejvěrnější napodobení vojenských operací, postupů a taktik. Značkovače hráči buďto vybírají jako napodobeniny opravdových zbraní, nebo se také snaží přizpůsobovat military vzhledu paintballové značkovače „sportovního vzhledu“. Bojuje se v rozličných prostředích - opuštěné objekty: armádní areály, výrobní haly, sklady… ale operuje se často také v přírodě, hlavně v hustých lesích a v kopcovitém terénu. Hry trvají libovolně dlouho, někdy ale jedna hra zabere i více hodin. Proto se nejčastěji hráč obléká do vojenských stejnokrojů či oblečení zásahových jednotek, při boji využívá radiokomunikačních prostředků a k orientaci venku často potřebuje mapu. Tato modifikace hry je většinou méně finančně náročná. Pokud je hra zahrnuta do jakýchsi ligových zápasů, tyto jsou organizovány samotnými hráči týmů. Pravidla her závisí tedy na hráčích - může se hrát „na barvu“ (pro vyřazení hráče se na něm nebo jeho zbrani musí nacházet barva) nebo „na zásah“ (zde je kladen důraz na smysl pro fair play, kulička totiž pro platný zásah nemusí prasknout).

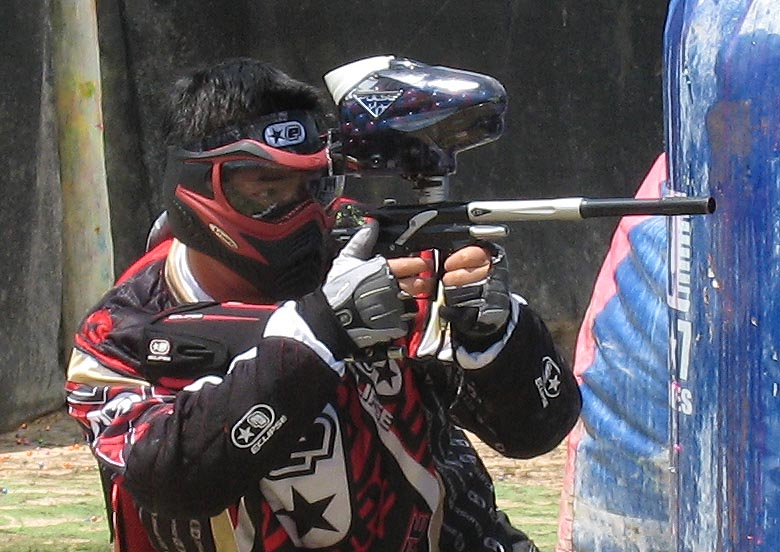
Hráč sportovního paintballu

- Sportovní paintball - hráči se distancují od vojenského pojetí hry, týmy hrají v jednotných dresech, sportovní značkovače dokážou dosahovat vysoké kadence. Sportovní modifikace paintballu se hraje na relativně malých uzavřených hřištích obehnaných jemnou síťovinou. Překážky sestávají většinou z nafukovacích elementů, které jsou na různých místech hřiště přikotveny k zemi. Těmito kroky je zaručena přehlednost a divácká atraktivita paintballu. Na překážky mohou být aplikována loga výrobců paintballových potřeb a tím vzrůstá i finanční atraktivita sportu pro výrobce/sponzory. Ve sportovním paintballu se koná spoustu turnajů a týmy jsou zahrnuty do různých lig, které často vyhlašují výrobci či distributoři paintballových produktů. Dalším rozdílem je oproti military paintballu přítomnost rozhodčích ve hře. Ve sportovním paintballu hráče vyřadí pouze barevná skvrna na zbrani nebo oblečení, nikoli zásah, při němž kulička nepraskne. Proto při hře kontrolují hráče rozhodčí.

## Herní scénáře
Zejména v rekreačním paintballu se můžeme setkat s různými scénáři a typy her. Mezi nejznámější patří hry na vlajku (capture the flag nebo center flag).